# Coeliadinae
Sous-famille
La sous-famille des Coeliadinae regroupe des lépidoptères (papillons) de la famille des Hesperiidae.

## Dénomination
Le nom de Coeliadinae a été proposé par William Harry Evans en 1937.
En anglais ce sont les Policemen.

## Liste des genres
- Allora Waterhouse et Lyell, 1914; en Océanie.
- Bibasis Moore, [1881]; en Australasie.
- Badamia Moore, [1881]; en Australasie.
- Choaspes Moore, [1881]; en Australasie.
- Coeliades Hübner, 1818; en Afrique et à Madagascar.
- Hasora Moore, [1881]; en Australasie.
- Pyrrhiades Lindsey & Miller, 1965; en Afrique au Ghana.

### Source
- (en) funet